# TSEN34
TSEN34 (англ. TRNA splicing endonuclease subunit 34) – білок, який кодується однойменним геном, розташованим у людей на короткому плечі 19-ї хромосоми. Довжина поліпептидного ланцюга білка становить 310 амінокислот, а молекулярна маса — 33 652.
| 10         |  | 20         |  | 30         |  | 40         |  | 50         |
| ---------- |  | ---------- |  | ---------- |  | ---------- |  | ---------- |
| MLVVEVANGR |  | SLVWGAEAVQ |  | ALRERLGVGG |  | RTVGALPRGP |  | RQNSRLGLPL |
| LLMPEEARLL |  | AEIGAVTLVS |  | APRPDSRHHS |  | LALTSFKRQQ |  | EESFQEQSAL |
| AAEARETRRQ |  | ELLEKITEGQ |  | AAKKQKLEQA |  | SGASSSQEAG |  | SSQAAKEDET |
| SDGQASGEQE |  | EAGPSSSQAG |  | PSNGVAPLPR |  | SALLVQLATA |  | RPRPVKARPL |
| DWRVQSKDWP |  | HAGRPAHELR |  | YSIYRDLWER |  | GFFLSAAGKF |  | GGDFLVYPGD |
| PLRFHAHYIA |  | QCWAPEDTIP |  | LQDLVAAGRL |  | GTSVRKTLLL |  | CSPQPDGKVV |
| YTSLQWASLQ |  |            |  |            |  |            |  |            |

A: Аланін

C: Цистеїн

D: Аспарагінова кислота

E: Глутамінова кислота

F: Фенілаланін

G: Гліцин

H: Гістидин

I: Ізолейцин

K: Лізин

L: Лейцин

M: Метіонін

N: Аспарагін

P: Пролін

Q: Глутамін

R: Аргінін

S: Серин

T: Треонін

V: Валін

W: Триптофан

Кодований геном білок за функцією належить до ліаз. 
Задіяний у таких біологічних процесах, як процесинг мРНК, процесинг тРНК. 
Локалізований у ядрі.